# Прапор Перемоги на Зіґесойле
2 травня 1945, в ході боїв за Берлін, польські солдати встановили Прапор Перемоги на прусській колоні Перемоги (Зігішауле (нім. Siegessäule)). З 2004 року святкується як «День Прапора Польської Республіки» (пол. Dzień Flagi Rzeczypospolitej Polskiej).

## Хід подій

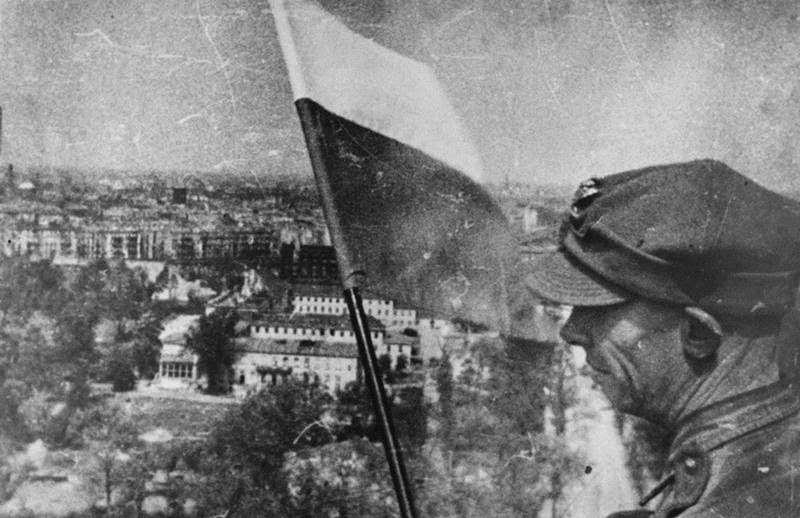
Польський прапор замайорів 2 травня 1945 року в зруйнованому Берліні

Польські частини складали другу за чисельністю групу військ, що брали участь у штурмі Берліна. У битві за Берлін брали участь у складі Червоної Армії наступні польські частини 1-ї Армії Війська Польського:
- 1-а піхотна дивізія
- 2-я поморська гаубична бригада
- 6-й окремий Варшавський механізований мостового-понтонний батальйон
- 1-а окрема мінометна бригада,

входили з березня 1945 до складу 47-ї радянської армії, 1-го Білоруського фронту.
Всього — 12 тисяч солдатів і офіцерів Війська Польського.
З початку штурму польські частини, у складі 1-го Білоруського фронту, брали участь в боях за 60 км на північ від міста. Головнокомандувач Військом Польським, генерал Міхал Роля-Жимерський, 29 квітня ввечері попросив Георгія Жукова «ім'ям Партії і Уряду Польщі» про отримання згоди на участь польських частин в безпосередньому штурмі Берліна. Після отримання згоди Верховного Головнокомандувача, був виданий наказ про переведення 1-ї піхотної дивізії ім. Тадеуша Костюшка, в район прямих бойових дій, і її передачі до складу радянських танкових підрозділів. Перекидання завершилася до 7:00 ранку 30 квітня, і з цього моменту польські солдати брали участь в останніх, запеклих боях за Берлін. Безпосередньо поляки воювали в західній частині Тиргартена, пробиваючись у напрямку Рейхстагу, в районі Політехніки і Брандербурзькіх воріт. Зайняли 56 міських кварталів, 7 заводських комплексів, 4 станції метро і більшу частину будівель Політехніки. Взяли 2550 полонених.
2 травня 1945, під час наступу через парк Тіргартен, проведеного 2-м батальйоном і частиною 1-го батальйону 3-го піхотного полку і танковим батальйоном 66-ї танкової бригади, солдати 7-ї батареї 1-го полку легкої артилерії, дивізії Костюшка, встановили на середині третього поверху Колони Перемоги у парку Тіргартен, біло-червоний прапор. Інший прапор, на балюстраді другого поверху, за спогадами поручика Петра Потапского, вивісили солдати 8-й батареї 3-го дивізіону. Третій прапор було піднято п'ятьма солдатами 1-ї піхотної дивізії (це були, підпоручик Миколай Троїцький, ст.сержант Казимир Отап, капрал Антоній Яблонський, а також каноніри Олександр Карпович і Еугеніуш Меежіевскій). Після капітуляції на колоні Зігішауле і на Брандербурзькіх воротах висіли біло-червоні прапори, пліч-о-пліч з червоними радянськими. Гітлерівська Німеччина була розгромлена.
Прапор на Брандербурзькіх воротах, за спогадами полковника запасу Гордієвського, встановили польські самоходчікі. Не претендуючи на першість в установці, вони тим не з меншою гордістю водрузили польський прапор поруч із радянськими. Так-же і на фронтоні рейхстагу з'явилися польські написи.